# Murakatti, Dharwad
Murakatti là một làng thuộc tehsil Dharwad, huyện Dharwad, bang Karnataka, Ấn Độ.